# Gargoyleosaurus
Gargoyleosaurus („ještěr podobný chrliči“) byl rod obrněného ptakopánvého dinosaura z čeledi Nodosauridae, jež zahrnuje zatím jediný popsaný druh (G. parkpinorum). Fosilie tohoto robustního čtvernohého býložravce pocházejí z období svrchní jury (geologický stupeň tithon, stáří zhruba 154 až 150 milionů let). Fosilní pozůstatky tohoto vývojově primitivního ankylosaurního dinosaura byly objeveny v sedimentech souvrství Morrison na území Wyomingu v USA (lokalita Bone Cabin Quarry West).

## Objev a popis

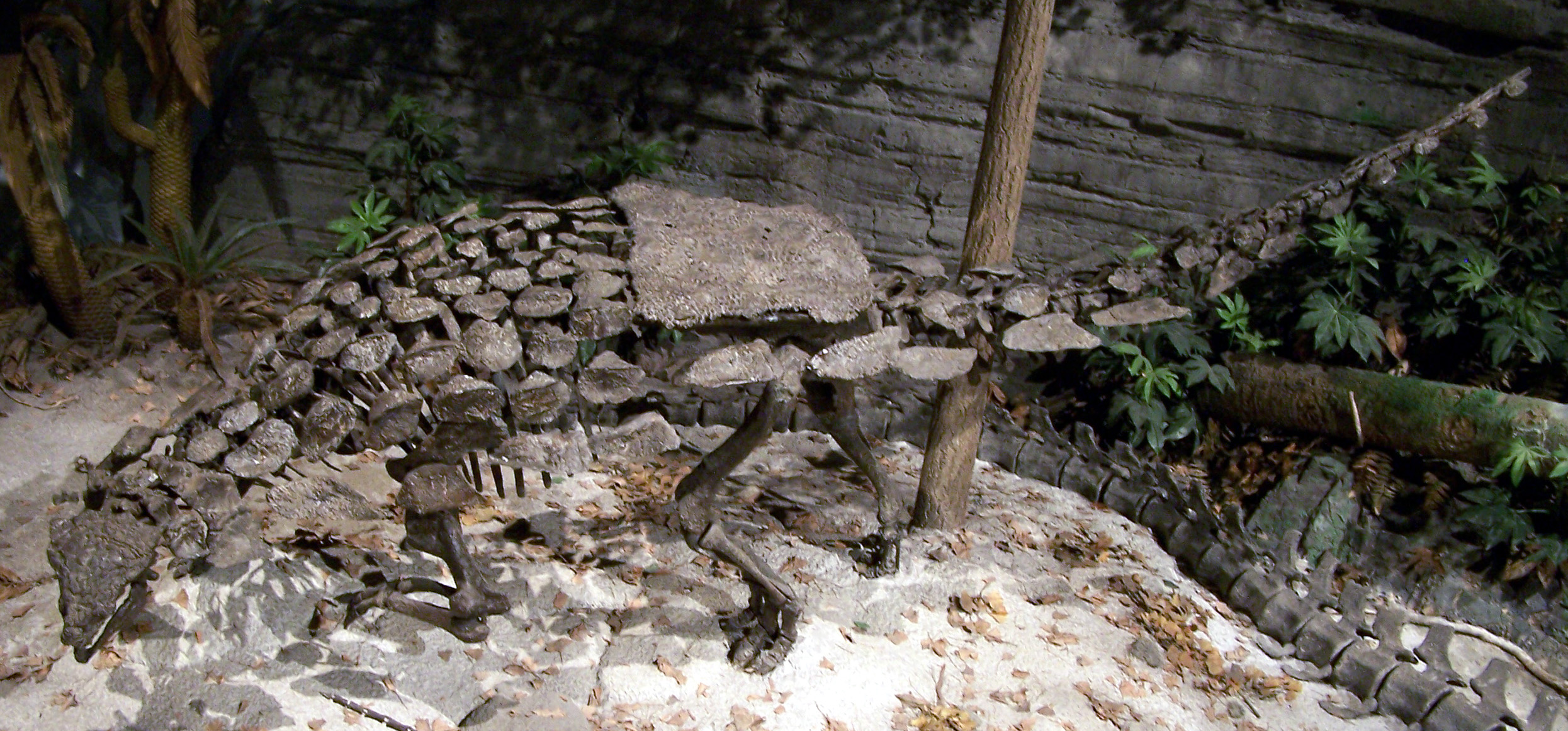
Gargoyleosaaurus - kostra v expozici Museum of Ancient Life v Utahu.

Gargoyleosaurus, pojmenovaný podle svého bizarního vzezření, připomínající chrliče na gotických katedrálách, představoval menšího obrněného dinosaura ze skupiny Ankylosauria a čeledi Nodosauridae. Fosilie holotypu (v podobě lebky o délce 29 cm a části postkraniální kostry) byla objevena roku 1996 a o dva roky později formálně popsána paleontologem Kennethem Carpenterem a jeho kolegy. Původní druhové jméno G. parkpini bylo v roce 2001 změněno na G. parkpinorum. V současnosti jsou známé dva další fosilní excempláře, které však ještě nebyly formálně popsány. Gargoyleosauři byli menší až středně velcí ankylosauři, dosahující délky v rozmezí 3 až 4 metrů a hmotnosti kolem 300 kg, podle jiných odhadů pak až kolem 1000 kg.
Podle vědecké studie, publikované v září roku 2020, činila hmotnost tohoto dinosaura asi 852 až 890 kilogramů.

## Systematika
Gargoyleosaurus je zřejmě raným a vývojově primitivním zástupcem čeledi Nodosauridae, podle některých paleontologů ale mohl spadat i do čeledi Ankylosauridae nebo Polacanthidae. Mezi nejbližší vývojové příbuzné tohoto nodosaurida patřily pravděpodobně rody Hoplitosaurus, Gastonia, Peloroplites a Polacanthus.